# Jakub Klembowski
Jakub Klembowski herbu Jastrzębiec – podstoli łukowski w latach 1788-1792, cześnik łukowski w latach 1778-1788, łowczy łukowski w latach 1770-1778, wojski większy łukowski w latach 1762-1770.
Poseł na sejm 1784 roku z województwa lubelskiego.